# Pierre Guillaume de La Vieuxville (mort en 1727)
Ne doit pas être confondu avec Pierre Guillaume de La Vieuxville (mort en 1734).
Pierre Guillaume de La Vieuxville (né à Saint-Malo en 1667 - mort à Saint-Brieuc le 4 septembre 1727) est évêque de Saint-Brieuc de 1721 à sa mort.

## Biographie
Pierre Guillaume Levieux, sieur de La Vieuxville ou de La Vieuville-Pourpris est originaire de Saint-Malo. Il est le fils de Joseph Guillaume Levieux, sieur de La Vieuxville, trésorier général des Finances de Bretagne. Chanoine du chapitre de Saint-Malo de 1681 à 1699, il cède cette fonction à Julien Magon. Il est pourvu en commende dès son plus jeune âge en 1681 de l'abbaye Saint-Maurice de Carnoët. Il devient ensuite chanoine puis doyen du chapitre de la cathédrale de Nantes (1701-1721) et est vicaire général. Il reçoit les prieurés de Combourg (diocèse de Saint-Malo) et de Rieux (diocèse de Vannes). En 1721 il est désigné comme évêque de Saint-Brieuc et il est consacré par Armand Bazin de Bezons, archevêque de Rouen. Il préside le États de Bretagne qui siègent dans sa cité épiscopale en 1724 et 1726 et où il instaure une chaire de théologie au collège. Il meurt d'apoplexie en septembre 1727.

## Sources
- Olivier Charles, Chanoines de Bretagne. Carrières et cultures d'une élite cléricale au siècle des lumières Presses universitaires de Rennes, Rennes 2004  (ISBN 9782753524699).
- (en) catholic-hierarchy.org Pierre-Guillaume de La Vieuxville-Pourpris
- Jules Lamare, Histoire de la ville de Saint-Brieuc, t. Société d'émulation des Côtes-du-Nord, tome XXII, Saint-Brieuc, Francisque Guyon, 1884 (lire sur Wikisource), p. 143-192